# Luthu Lamweu
Luthu Lamweu is een bestuurslaag in het regentschap Aceh Besar van de provincie Atjeh, Indonesië. Luthu Lamweu telt 454 inwoners (volkstelling 2010).